# 명일중학교
명일중학교(明逸中學校)는 대한민국 서울특별시 강동구 고덕동에 있는 공립 중학교이다.

## 학교 연혁
- 1984년 1월 9일 : 명일여자중학교 설립인가(36학급)
- 1984년 1월 9일 : 교사 준공(강동구 암사동 산 28번지)
- 1984년 1월 9일 : 초대 유기동 교장 취임
- 1984년 3월 5일 : 제1회 입학식(10학급 588명)
- 1985년 1월 7일 : 신교사로 이전(강동구 고덕동 489번지)
- 1987년 2월 13일 : 제1회 졸업식(685명)
- 2003년 3월 1일 : 명일중학교 교명 변경
- 2004년 1월 5일 : 정보관 신축
- 2005년 12월 11일 : 다목적관 신축
- 2006년 9월 15일 : 늘빛관 개관
- 2021년 9월 1일 : 제13대 김영미 교장 취임
- 2022년 1월 5일 : 제36회 졸업식(308명) 총 졸업생수(20,768명)
- 2022년 3월 2일 : 제39회 입학(308명)
- 2024년 3월 1일 : 제14대 이형엽 교장 취임

## 참고 자료
- 명일중학교 - 한국교육학술정보원 학교알리미